# Astronidium pallidiflorum
Astronidium pallidiflorum és una espècie de planta de flors pertanyent a la família Melastomataceae. És endèmica de Fiji, on creix en els pujols humits de Waivunu Creek, en Viti Levu, a 50-150 msnm d'altitud. Solament es coneix l'espècimen tipus i no s'han vist noves plantes des de 1953.

## Font
- World Conservation Monitoring Centre 1998. Astronidium pallidiflorum. 2006 IUCN Xarxa List of Threatened Species. Consultat el 20-08-07.